# Kościół św. Andrzeja Boboli w Sądowie
Kościół św. Andrzeja Boboli w Sądowie – katolicki kościół filialny zlokalizowany we wsi Sądów w gminie Dolice, w powiecie stargardzkim (województwo zachodniopomorskie). Należy do parafii Chrystusa Króla w Dolicach.

## Historia i architektura
Będący przykładem architektury gotyckiej kościół był budowany fazowo od końca XIV do początku XVI wieku. Sytuowany został na planie prostokąta. Murowany jest z cegły i kamienia, otynkowany. Szczyt wschodni rozczłonkowany, zdobiony jest czterema ostrołukowymi blendami i wnękami, tworzącymi kompozycję w formie krzyża. Okna, portale i blendy murowane są z cegły. Od strony zachodniej do kościoła przylega wieża na planie czworoboku, zdobiona blendami i sześcioma sterczynami na krawędziach, nakryta dwupołaciowym dachem. W 1858 roku kościół został odnowiony, przypuszczalnie wówczas przemurowano okna i dodano przypory przy wieży. W 1986 roku przy południowej elewacji kościoła dobudowano zakrystię.
Po 1945 roku kościół uległ dewastacji. Starania o remont zostały podjęte po 1953 roku przez proboszcza parafii w Dolicach, ks. Alfonsa Medyckiego. Po remoncie kościół został konsekrowany w dniu 16 maja 1980 roku przez ks. Jana Abramskiego.
Wnętrze kościoła nakrywa płaski, belkowany strop drewniany – współczesny, wykonany w 1976 roku. Prezbiterium oddzielone jest od nawy niewielkim podwyższeniem. Obok kościoła znajduje się pomnik ku czci poległych w I wojnie światowej.